# Балаба, Григорий Фёдорович
Григо́рий Фёдорович Бала́ба (укр. Григорій Федорович Балаба; 27 октября [9 ноября] 1911, Волчанск, Харьковская губерния — 4 сентября 2003, Луганск) — советский футболист и тренер, Мастер спорта СССР (1941), Заслуженный тренер УССР (1962).

## Биография

### Карьера игрока
Родился в уездном городе Волчанск Харьковской губернии. После революции, вместе с родителями переехал в Кадиевку. Чтобы помочь родителям, с 13 лет работал лампоносом на шахте. В этот период начинается его увлечение футболом. С 1930 года Балаба играл за команду шахты имени Ильича, в 1933 году получает приглашение в кадиевское «Динамо», где быстрый, техничный нападающий был лидером и капитаном команды. С 1932 по 1934 годы выступал за сборную Донбасса. В 1935 году перешёл в «Динамо» из Сталино.
Со следующего года стартовал первый клубный чемпионат СССР по футболу. Первые два турнира, проходившие весной и осенью 1936 года, Балаба провёл в пятигорском «Динамо», выступавшем в группах «Г» и «В», после чего вернулся в Сталино, став футболистом «Стахановца», за который дебютировал 25 мая 1937 года в матче на Кубок СССР против ленинградского «Спартака», отличившись и первым голом за новый клуб. В дальнейшем стал одним из лидеров команды довоенного периода и любимцем местных болельщиков. В 1938 году стал лучшим бомбардиром команды, забив 11 голов. По итогам сезона был включён в список 55 лучших футболистов сезона в СССР. В следующем сезоне, забив 10 мячей, снова стал лучшим среди бомбардиров команды. В начале сезона 1941 года Балаба вошёл в число первых шести футболистов «Стахановца», которым было присвоено звание Мастера спорта СССР. Вскоре, по приказу столичного руководства был переведён в московскую команду «Профсоюзы-1», в составе которой успел сыграть 6 матчей. В июне чемпионат был прерван из-за начала Великой Отечественной войны. В октябре вместе с семьёй был эвакуирован в Казахстан. Имея, как и другие профсоюзные футболисты бронь, Балаба тем не менее, в январе 1942 года ушёл добровольцем на фронт, принимал участие в обороне Москвы. В 1943 году был тяжело ранен. После освобождения страны вернулся в Москву, где играл в командах «Торпедо» и «Крылья Советов». В первом послевоенном чемпионате был игроком столичной команды МВО, а следующие два сезона провёл в составе московского «Пищевика».

### Карьера тренера
После завершения игровой карьеры окончил школу тренеров, после чего был направлен в Челябинск, где в 1950 году тренировал местный «Дзержинец». В следующем году вернулся на Украину и возглавил запорожский «Металлург», с которым дважды победил в турнире на Кубок УССР. С 1953 года работал старшим тренером днепропетровского «Металлурга». Оставив свой пост в 1955 году, вернулся в «Челябинск».
Со второго круга сезона 1960 года был назначен старшим тренером луганской команды «Трудовые резервы». Под его руководством середняк класса «Б» стал одним из лидеров первенства, в сезоне 1961 года став серебряным призёром зонального турнира. В 1962 году был приглашён Германа Зонина, а Григорий Балаба стал его помощником. В том же году «Трудовые резервы» победили в первенстве Украины и в стыковых матчах за выход в класс «А» одесский «Черноморц». Но очередная реорганизация, состоявшаяся в советском футболе, не позволила луганской команде повысится в классе.
С началом сезона 1964 года Балаба занял должность начальника команды, но в мае, после смены старшего тренера, покинул Луганск и в августе стал старшим тренером полтавского «Колхозника». Перед наставником была поставлена задача занять 1-2 место в своей зоне класса «Б», что давало право участвовать в переходных играх за повышение в классе. Сезон 1965 года полтавчане начали неуверенно, потеряв важные очки в ряде матчей. Наверстать упущенное во втором круге команде не удалось. В итоговой турнирной таблице коллектив, сменивший в начале сезона название на «Колос», финишировал на 3 месте, после чего тренер покинул свой пост. В конце 1965 года возглавил «Шахтёр» из Александрии, ставшей последней командой мастеров в тренерской карьере Балабы.
Оставив тренерскую карьеру, работал директором спортивного лагеря, принимал участие в реконструкции луганского стадиона «Авангард».

## Семья
Сын Игорь Балаба — футболист, мастером спорта. Многие годы играл в нападении луганской «Зари».

## Достижения
- В списках «55 лучших» футболистов сезона в СССР: (№ 5 — 1938)
- Обладатель Кубка Украинской ССР: (1951, 1952)